# Route nationale 9bis
Die N9bis war eine französische Nationalstraße, die 1824 zwischen Gannat und Vichy festgelegt wurde. Sie war ein Seitenast der N9 und wurde 1816 in das Route impériale Netz aufgenommen. Sie verband die Route impériale 10 und 126, welche später zur Route nationale 9 und 106 wurden. Ihre Länge betrug 20 Kilometer. 1933 erfolgte die erste Umnummerierung in N9A. Die zweite folgte dann 1978 zur N209. 2006 wurde sie abgestuft.